# White House (Herm)
White House es un hotel histórico en Herm, en las Islas del Canal. Convertida en un hotel a partir de una antigua casa de campo en 1949. El hotel dispone de 36 habitaciones dobles, 2 habitaciones individuales, 1 suite, y de 21 habitaciones repartidas en 3 cabañas anexas.
Fiona Duncan del The Daily Telegraph describió el hotel como "uno que querría comprar", "una taberna extensa que hace un hotel perfecto, con una bonita escalera central y luminosa, amplias habitaciones con chimenea, lo que conduce a un acogedor bar, un salón acristalado y una muy bien situada piscina al aire libre, rodeado de palmeras que podría, si los muebles de la piscina se cambian, estar en la Costa de Amalfi."